# Olympische Sommerspiele 2008/Leichtathletik – Kugelstoßen (Frauen)

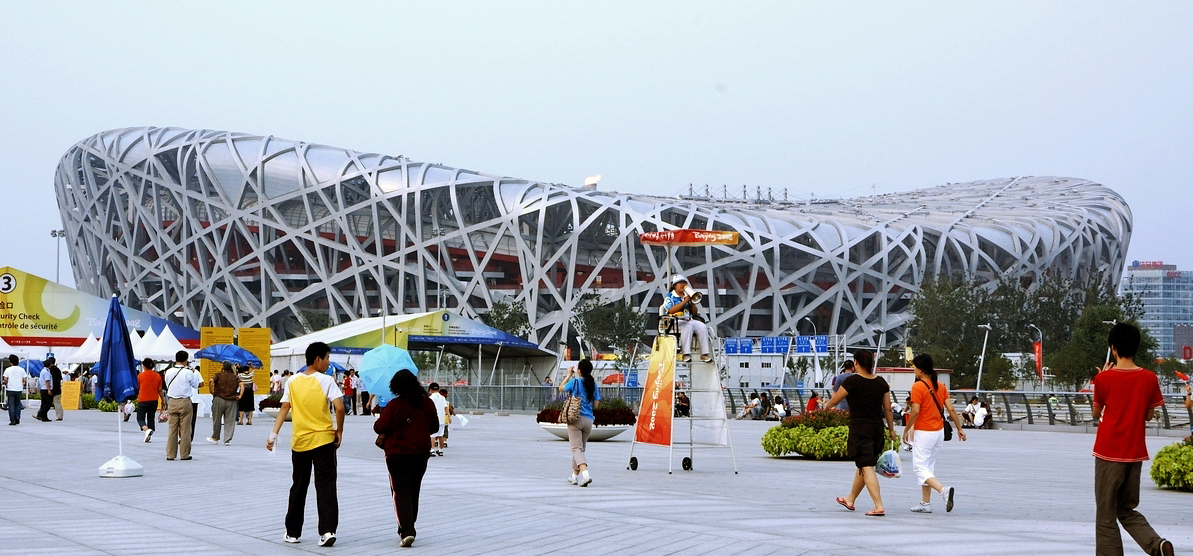
Das Vogelnest – Olympiastadion von Peking

Das Kugelstoßen bei den Olympischen Spielen 2008 in Peking wurde am 16. August 2008 ausgetragen. 35 Athletinnen nahmen teil.
Olympiasiegerin wurde die Neuseeländerin Valerie Vili. Misleydis González aus Kuba gewann die Silbermedaille, Bronze ging an die Chinesin Gong Lijiao.

## Aktuelle Titelträgerinnen
| Olympiasiegerin 2004                       | Yumileidi Cumbá ( Kuba)                      | 19,59 m | Athen 2004          |
| Weltmeisterin 2007                         | Valerie Vili ( Neuseeland)                   | 20,54 m | Ōsaka 2007          |
| Europameisterin 2006                       | Natallja Charaneka ( Belarus)                | 19,43 m | Göteborg 2006       |
| Panamerikanische Meisterin 2007            | Misleydis González ( Kuba)                   | 18,83 m | Rio de Janeiro 2007 |
| Zentralamerika- und Karibik-Meisterin 2008 | Cleopatra Borel-Brown ( Trinidad und Tobago) | 18,39 m | Cali 2008           |
| Südamerika-Meisterin 2007                  | Elisângela Adriano ( Brasilien)              | 17,41 m | São Paulo 2007      |
| Asienmeisterin 2007                        | Liu Xiangrong ( Volksrepublik China)         | 17,65 m | Amman 2007          |
| Afrikameisterin 2004                       | Vivian Chukwuemeka ( Nigeria)                | 17,50 m | Addis Abeba 2008    |
| Ozeanienmeisterin 2008                     | Tasele Iva Marg Satupai ( Samoa)             | 13,94 m | Saipan 2008         |

## Rekorde

### Bestehende Rekorde
| Weltrekord         | 22,63 m | Natalja Lissowskaja ( Sowjetunion) | Moskau, Sowjetunion (heute Russland)           | 7. Juni 1987  |
| Olympischer Rekord | 22,41 m | Ilona Slupianek ( DDR)             | Finale OS Moskau, Sowjetunion (heute Russland) | 24. Juli 1980 |

Der seit 1980 bestehende olympische Rekord wurde auch bei diesen Spielen nicht erreicht. Der weiteste Stoß gelang der neuseeländischen Olympiasiegerin Valerie Vili mit 20,56 m in ihrem ersten Versuch im Finale am 16. August. Damit blieb sie 1,85 m unter dem Olympia- und 2,17 m unter dem Weltrekord.

### Rekordverbesserung
Es wurde ein neuer Kontinentalrekord aufgestellt:

20,56 m (Ozeanienrekord) – Valerie Vili (Neuseeland), erster Versuch im Finale am 16. August

## Doping
Auch das Kugelstoßen hatte zwei Dopingfälle. Beide betroffenen Athletinnen kamen aus Belarus.
- Natallja Michnewitsch – Sie fiel bei den umfangreichen Doping-Nachtests 2016 positiv auf. Sie war 2008 mit Metandienon und Stanozolol gedopt, wurde nachträglich disqualifiziert und verlor daher auch ihre Silbermedaille.[6]
- Nadseja Astaptschuk – Ihre Bronzemedaille wurde bei nachträglichen Kontrolluntersuchungen wegen Dopingmissbrauchs annulliert.[7]

Die im Finale nach Lebedewa und Devetzi platzierten Athletinnen rückten in der offiziellen Wertung jeweils zwei Plätze nach vorne.
Leidtragende waren vier Athletinnen.
- Im Medaillenbereich waren zwei Wettbewerberinnen besonders betroffen. Sie mussten fast neun Jahre lang davon ausgehen, medaillenlos geblieben zu sein. Das Nachreichen der Silber- bzw. Bronzemedaille nach diesem langen Zeitraum ist da nur ein schwacher Ausgleich:
  - Misleydis González, Kuba – Ihr wurde die Silbermedaille nachgereicht.
  - Gong Lijiao, Volksrepublik China – Ihr wurde die Bronzemedaille nachgereicht.
- Zwei Teilnehmerinnen hätten im Finale der besten Acht drei weitere Stöße zugestanden:
  - Olga Iwanowa, Russland
  - Mailín Vargas, Kuba

## Legende
Kurze Übersicht zur Bedeutung der Symbolik – so üblicherweise auch in sonstigen Veröffentlichungen verwendet:
| – | verzichtet |
| x | ungültig   |

## Qualifikation
16. August 2008, 9:10 Uhr
Die Qualifikation wurde in zwei Gruppen durchgeführt. Fünfzehn Athletinnen (hellblau unterlegt) erreichten die Qualifikationsweite für den direkten Finaleinzug von 18,45 m. Damit war die Mindestanzahl von zwölf Finalteilnehmerinnen übertroffen. Zu den für das Finale qualifizierten Sportlerinnen gehörten auch die beiden Dopingbetrügerinnen Michnewitsch und Astaptschuk, sodass schließlich dreizehn Athletinnen in die Finalwertung kamen.

### Gruppe A

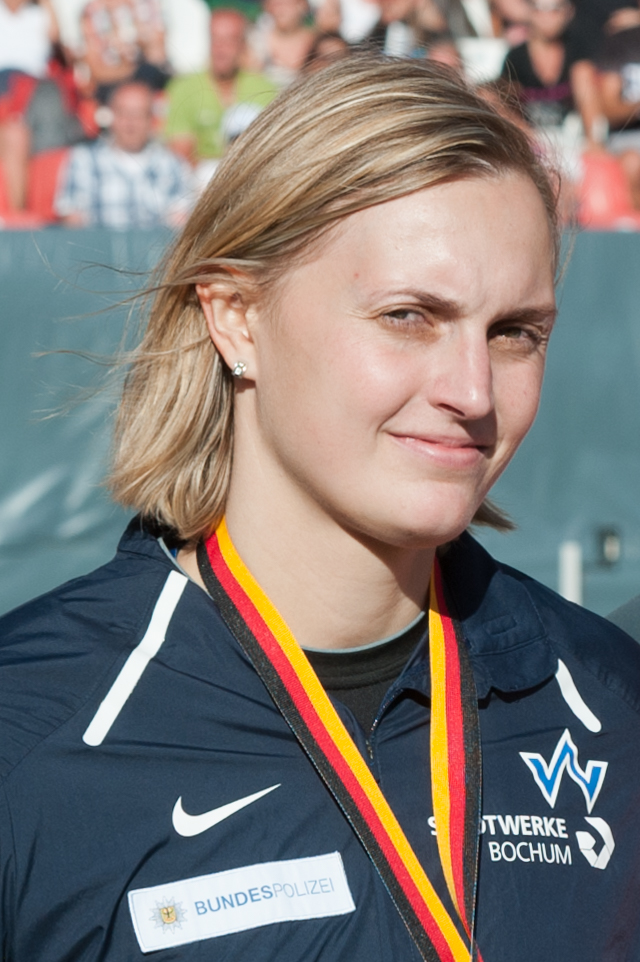
Denise Hinrichs – ausgeschieden in Gruppe A mit 18,36 m

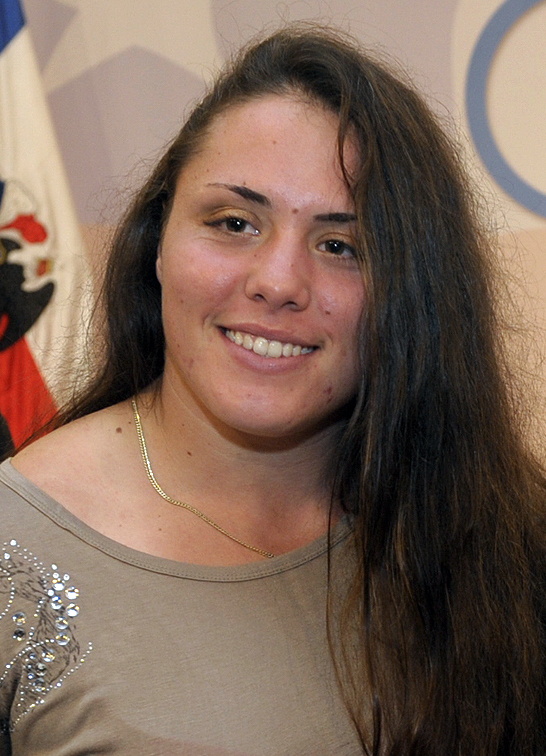
Natalia Duco – ausgeschieden in Gruppe A mit 17,40 m

| Platz | Name                             | Nation              | 1. Versuch | 2. Versuch | 3. Versuch | Weite   | Anmerkung                               |
| ----- | -------------------------------- | ------------------- | ---------- | ---------- | ---------- | ------- | --------------------------------------- |
| 1     | Valerie Vili                     | Neuseeland          | 19,73 m    | –          | –          | 19,73 m |                                         |
| 2     | Li Meiju                         | Volksrepublik China | 19,18 m    | –          | –          | 19,18 m | PB                                      |
| 3     | Christina Schwanitz              | Deutschland         | x          | 17,97 m    | 19,09 m    | 19,09 m |                                         |
| 4     | Misleydis González               | Kuba                | 18,41 m    | 18,91 m    | –          | 18,91 m |                                         |
| 5     | Chiara Rosa                      | Italien             | 18,74 m    | –          | –          | 18,74 m |                                         |
| 6     | Jillian Camarena                 | USA                 | 18,15 m    | 18,32 m    | 18,51 m    | 18,51 m |                                         |
| 7     | Mailín Vargas                    | Kuba                | 18,47 m    | –          | –          | 18,47 m |                                         |
| 8     | Olga Iwanowa                     | Russland            | 17,69 m    | 18,27 m    | 18,46 m    | 18,46 m |                                         |
| 9     | Denise Hinrichs                  | Deutschland         | 18,36 m    | 18,27 m    | x          | 18,36 m |                                         |
| 10    | Janina Prawalinskaja-Karoltschyk | Belarus             | 17,44 m    | 17,77 m    | 17,79 m    | 17,79 m |                                         |
| 11    | Anca Heltne                      | Rumänien            | 17,48 m    | x          | 17,40 m    | 17,48 m |                                         |
| 12    | Natalia Duco                     | Chile               | 17,24 m    | x          | 17,40 m    | 17,40 m |                                         |
| 13    | Kristin Heaston                  | USA                 | x          | 17,34 m    | 17,34 m    | 17,34 m |                                         |
| 14    | Irini Terzoglou                  | Griechenland        | 16,08 m    | 16,14 m    | 16,50 m    | 16,50 m |                                         |
| 15    | Iolanta Uljewa                   | Kasachstan          | 15,49 m    | x          | 15,06 m    | 15,49 m |                                         |
| 16    | Lee Mi-young                     | Südkorea            | 14,76 m    | x          | 15,10 m    | 15,10 m |                                         |
| NM    | Irache Quintanal                 | Spanien             | x          | x          | x          | ogV     |                                         |
| DOP   | Natallja Michnewitsch            | Belarus             | 19,11 m    | –          | –          | 19,11 m | im Finale dabei, später disqualifiziert |

### Gruppe B
| Platz | Name                        | Nation              | 1. Versuch | 2. Versuch | 3. Versuch | Weite   | Anmerkung                               |
| ----- | --------------------------- | ------------------- | ---------- | ---------- | ---------- | ------- | --------------------------------------- |
| 1     | Gong Lijiao                 | Volksrepublik China | 19,46 m    | –          | –          | 19,46 m | PB                                      |
| 2     | Anna Omarowa                | Russland            | 18,26 m    | x          | 18,74 m    | 18,74 m |                                         |
| 3     | Li Ling                     | Volksrepublik China | 18,60 m    | –          | –          | 18,60 m |                                         |
| 4     | Nadine Kleinert             | Deutschland         | 18,52 m    | –          | –          | 18,52 m |                                         |
| 5     | Michelle Carter             | USA                 | 18,46 m    | –          | –          | 18,46 m |                                         |
| 6     | Cleopatra Borel-Brown       | Trinidad und Tobago | 17,96 m    | 17,32 m    | 17,57 m    | 17,96 m |                                         |
| 7     | Assunta Legnante            | Italien             | 16,93 m    | 17,76 m    | x          | 17,76 m |                                         |
| 8     | Yumileidi Cumbá             | Kuba                | x          | 17,60 m    | x          | 17,60 m |                                         |
| 9     | Vivian Chukwuemeka          | Nigeria             | 17,15 m    | 17,05 m    | x          | 17,15 m |                                         |
| 10    | Irina Chudoroschkina        | Russland            | 16,46 m    | 16,84 m    | 16,78 m    | 16,84 m |                                         |
| 11    | ʻAna Poʻuhila               | Tonga               | 16,21 m    | 16,42 m    | 16,35 m    | 16,42 m |                                         |
| 12    | Lin Chia-ying               | Taiwan              | 16,24 m    | x          | 16,32 m    | 16,32 m |                                         |
| 13    | Zhang Guirong               | Singapur            | x          | 16,23 m    | 16,08 m    | 16,23 m |                                         |
| 14    | Mariam Kewchischwili        | Georgien            | x          | 15,99 m    | x          | 15,99 m |                                         |
| 15    | Zara Northover              | Jamaika             | 15,73 m    | 15,85 m    | 15,64 m    | 15,85 m |                                         |
| NM    | Krystyna Danilczyk-Zabawska | Polen               | x          | x          | x          | ogV     |                                         |
| DOP   | Nadseja Astaptschuk         | Belarus             | 19,08 m    | –          | –          | 19,08 m | im Finale dabei, später disqualifiziert |

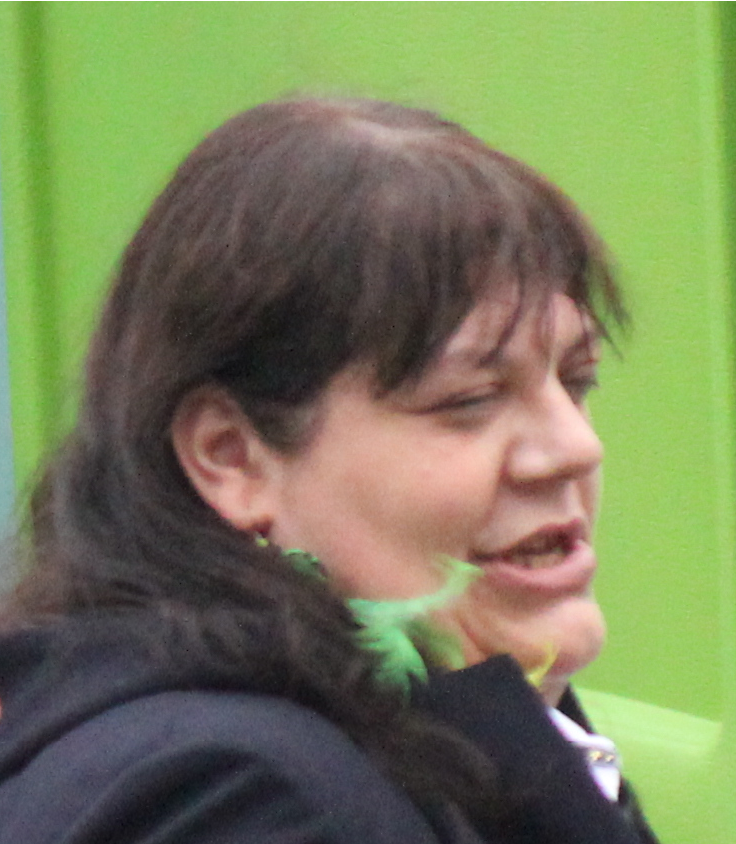
Assunta Legnante – ausgeschieden in Gruppe B mit 17,76 m

Weitere in Qualifikationsgruppe B ausgeschiedene Kugelstoßerinnen:

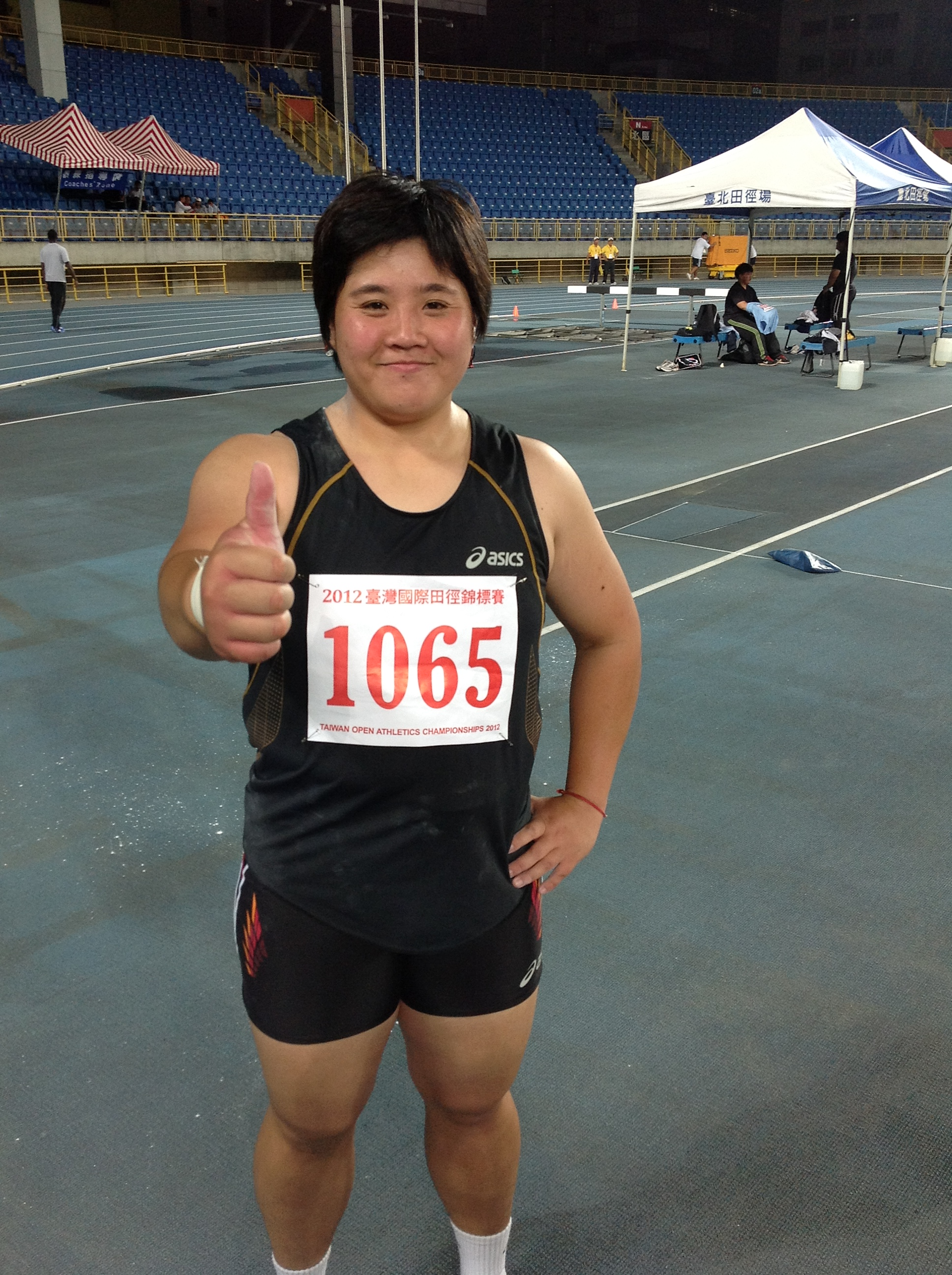
Lin Chia-ying – 16,32 m
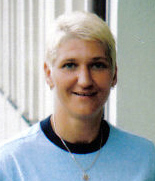
Krystyna Danilczyk-Zabawska – kein gültiger Stoß

## Finale
16. August 2008, 21:10 Uhr
| Platz | Name                  | Nation              | 1. Versuch | 2. Versuch | 3. Versuch | 4. Versuch                                    | 5. Versuch                                    | 6. Versuch                                    | Endresultat | Anmerkung                                                         |
| ----- | --------------------- | ------------------- | ---------- | ---------- | ---------- | --------------------------------------------- | --------------------------------------------- | --------------------------------------------- | ----------- | ----------------------------------------------------------------- |
| 1     | Valerie Vili          | Neuseeland          | 20,56 m    | 20,40 m    | 20,26 m    | 20,01 m                                       | 20,52 m                                       | x                                             | 20,56 m     | OZ                                                                |
| 2     | Misleydis González    | Kuba                | 19,30 m    | x          | 19,01 m    | 19,23 m                                       | 19,50 m                                       | x                                             | 19,50 m     |                                                                   |
| 3     | Gong Lijiao           | Volksrepublik China | 18,45 m    | 18,75 m    | 18,90 m    | 18,92 m                                       | 19,04 m                                       | 19,20 m                                       | 19,20 m     |                                                                   |
| 4     | Anna Omarowa          | Russland            | 19,08 m    | 18,21 m    | x          | x                                             | x                                             | 18,76 m                                       | 19,08 m     |                                                                   |
| 5     | Nadine Kleinert       | Deutschland         | 18,30 m    | 18,68 m    | 19,01 m    | 18,99 m                                       | x                                             | 18,81 m                                       | 19,01 m     |                                                                   |
| 6     | Li Meiju              | Volksrepublik China | 18,68 m    | 18,99 m    | 18,74 m    | x                                             | 18,85 m                                       | 19,00 m                                       | 19,00 m     |                                                                   |
|       |                       |                     |            |            |            |                                               |                                               |                                               |             |                                                                   |
| 7     | Olga Iwanowa          | Russland            | 17,96 m    | x          | 18,44 m    | eigentlich zu drei weiteren Stößen berechtigt | eigentlich zu drei weiteren Stößen berechtigt | eigentlich zu drei weiteren Stößen berechtigt | 18,44 m     |                                                                   |
| 8     | Mailín Vargas         | Kuba                | 18,28 m    | 17,88 m    | 17,74 m    | eigentlich zu drei weiteren Stößen berechtigt | eigentlich zu drei weiteren Stößen berechtigt | eigentlich zu drei weiteren Stößen berechtigt | 18,28 m     |                                                                   |
| 9     | Christina Schwanitz   | Deutschland         | x          | 17,96 m    | 18,27 m    | nicht im Finale der besten acht Athletinnen   | nicht im Finale der besten acht Athletinnen   | nicht im Finale der besten acht Athletinnen   | 18,27 m     |                                                                   |
| 10    | Jillian Camarena      | USA                 | 18,09 m    | 18,24 m    | 17,44 m    | nicht im Finale der besten acht Athletinnen   | nicht im Finale der besten acht Athletinnen   | nicht im Finale der besten acht Athletinnen   | 18,24 m     |                                                                   |
| 11    | Chiara Rosa           | Italien             | 18,22 m    | 17,98 m    | x          | nicht im Finale der besten acht Athletinnen   | nicht im Finale der besten acht Athletinnen   | nicht im Finale der besten acht Athletinnen   | 18,22 m     |                                                                   |
| 12    | Li Ling               | Volksrepublik China | 17,94 m    | x          | 17,81 m    | nicht im Finale der besten acht Athletinnen   | nicht im Finale der besten acht Athletinnen   | nicht im Finale der besten acht Athletinnen   | 17,81 m     |                                                                   |
| 13    | Michelle Carter       | USA                 | 16,94 m    | 17,65 m    | 17,74 m    | nicht im Finale der besten acht Athletinnen   | nicht im Finale der besten acht Athletinnen   | nicht im Finale der besten acht Athletinnen   | 17,74 m     |                                                                   |
| DOP   | Natallja Michnewitsch | Belarus             | 19,16 m    | 20,28 m    | 19,87 m    | 19,82 m                                       | 19,94 m                                       | 20,10 m                                       | 20,28 m     | disqualifiziert fast neun Jahre nach Austragung dieser Konkurrenz |
| DOP   | Nadseja Astaptschuk   | Belarus             | x          | 18,69 m    | 18,36 m    | x                                             | 19,86 m                                       | 19,36 m                                       | 19,86 m     | disqualifiziert fast neun Jahre nach Austragung dieser Konkurrenz |

Für das Finale hatten sich fünfzehn Athletinnen qualifiziert, alle über die Qualifikationsweite. Vertreten waren drei Chinesinnen, je zwei Deutsche, Kubanerinnen, Russinnen, Belarussinnen und US-Amerikanerinnen sowie jeweils eine Teilnehmerin aus Italien und Neuseeland. Unter ihnen befanden sich die beiden belarussischen gedopten Wettbewerberinnen Natallja Michnewitsch und Nadseja Astaptschuk, die beide knapp neun Jahre nach diesem Wettbewerb wegen Dopingmissbrauchs disqualifiziert wurden.
Für dieses Finale gab es zunächst vor allem zwei Favoritinnen. Die Weltmeisterin von 2007 und Vizeweltmeisterin von 2005 Valerie Vili, später bekannt unter ihrem Namen Valerie Adams, aus Neuseeland hatte in den vorangegangenen Jahren eine immer stärker werdende dominante Rolle übernommen. Ihre Weiten lagen zuverlässig deutlich über zwanzig Meter. Die eigentlich einzige Gefährdung kam von der Vizeweltmeisterin des letzten Jahres Nadseja Astaptschuk aus Belarus, die allerdings wie im Abschnitt "Doping" oben beschrieben fast neun Jahre nach diesen Spielen als Dopingsünderin entlarvt und disqualifiziert wurde. Eine weitere Anwärterin für eine Platzierung ganz vorne, Astaptschuks Landsfrau Natallja Michnewitsch, 2006 noch Europameisterin, war ebenfalls gedopt und ihr erging es genauso. Kandidatinnen für vordere Platzierungen waren die deutsche Olympiazweite von 2004, WM-Dritte von 2005 und 2007 Nadine Kleinert, sowie die Chinesinnen Li Ling als WM-Vierte von 2007 und Li Meiju als WM-Fünfte von 2005 und WM-Sechste von 2007.
Im Finale zeigte sich von Beginn an die Vormachtstellung der amtierenden Weltmeisterin. Vili stieß 20,56 m und ließ auch mit ihren folgenden Versuchen keinen Zweifel daran aufkommen, wer hier Olympiasiegerin werden würde. Ihr erster Stoß blieb ihr bester und mit allen weiteren vier gültigen Versuchen übertraf sie die 20-Meter-Marke. Außer ihr stieß nur die gedopte Michnewitsch in den Durchgängen zwei (20,28 m) und sechs (20,10 m) weiter als zwanzig Meter. Keine der weiteren Konkurrentinnen kam auch nur annähernd an Vili heran. Der Kampf um die weiteren Platzierungen blieb allerdings offen bis zum letzten Durchgang. Der Kubanerin Misleydis González gelangen in Runde eins 19,30 m, die Russin Anna Omarowa lag mit 19,08 m an vierter Stelle, alle anderen Athletinnen außer Vili und Michnewitsch übertrafen in den ersten beiden Durchgängen nicht die neunzehn Meter. In Runde drei erzielte Kleinert 19,01 m, das bedeutete zwischenzeitlich Rang fünf. Veränderungen gab es erst wieder in den letzten beiden Durchgängen. In Runde fünf verbesserte die gedopte Astaptschuk auf 19,86 m, womit sie Dritte war González steigerte sich dahinter auf 19,50 m, fiel damit jedoch wegen der beiden gedopten Teilnehmerinnen vor ihr erstmal aus den Medaillenrängen heraus. Die Chinesin Gong Lijiao stieß 19,04 m, womit sie Kleinert von Rang sechs verdrängte. Mit ihrem abschließenden Versuch gelangen Gong dann noch 19,20 m. Das brachte sie zunächst auf den fünften Rang.
Olympiasiegerin wurde ganz überlegen Valerie Vili, die mehr als einen Meter Vorsprung auf die viel später als Silbermedaillengewinnerin gekürte Misleydis González hatte. Bronze ging an Gong Lijiao, Vierte wurde Anna Omarowa. Nach Silber vor vier Jahren in Athen belegte Nadine Kleinert diesmal Rang fünf vor Li Meiju.
Valerie Vili errang mit ihrem Olympiasieg gleichzeitig auch die erste Medaille für Neuseeland überhaupt im Kugelstoßen der Frauen.

Misleydis González gewann die zweite Medaille für Kuba in dieser Disziplin nach Olympiagold für Yumileidi Cumbá 2004.

Für China brachte Gong Lijiaos Bronzemedaille das bereits vierte Edelmetall im Kugelstoßen der Frauen.

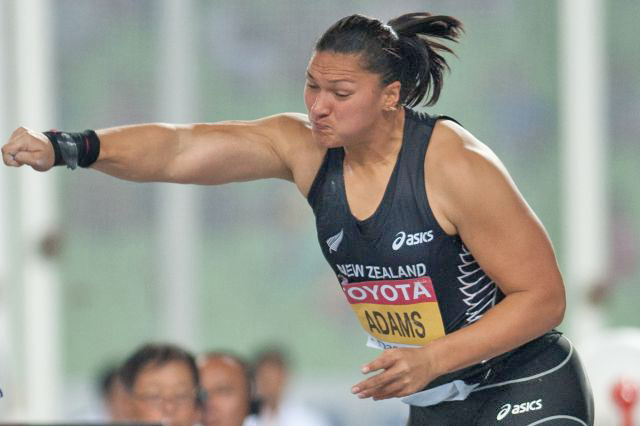
Klarer Sieg mit Ozeanienrekord für Valerie Vili
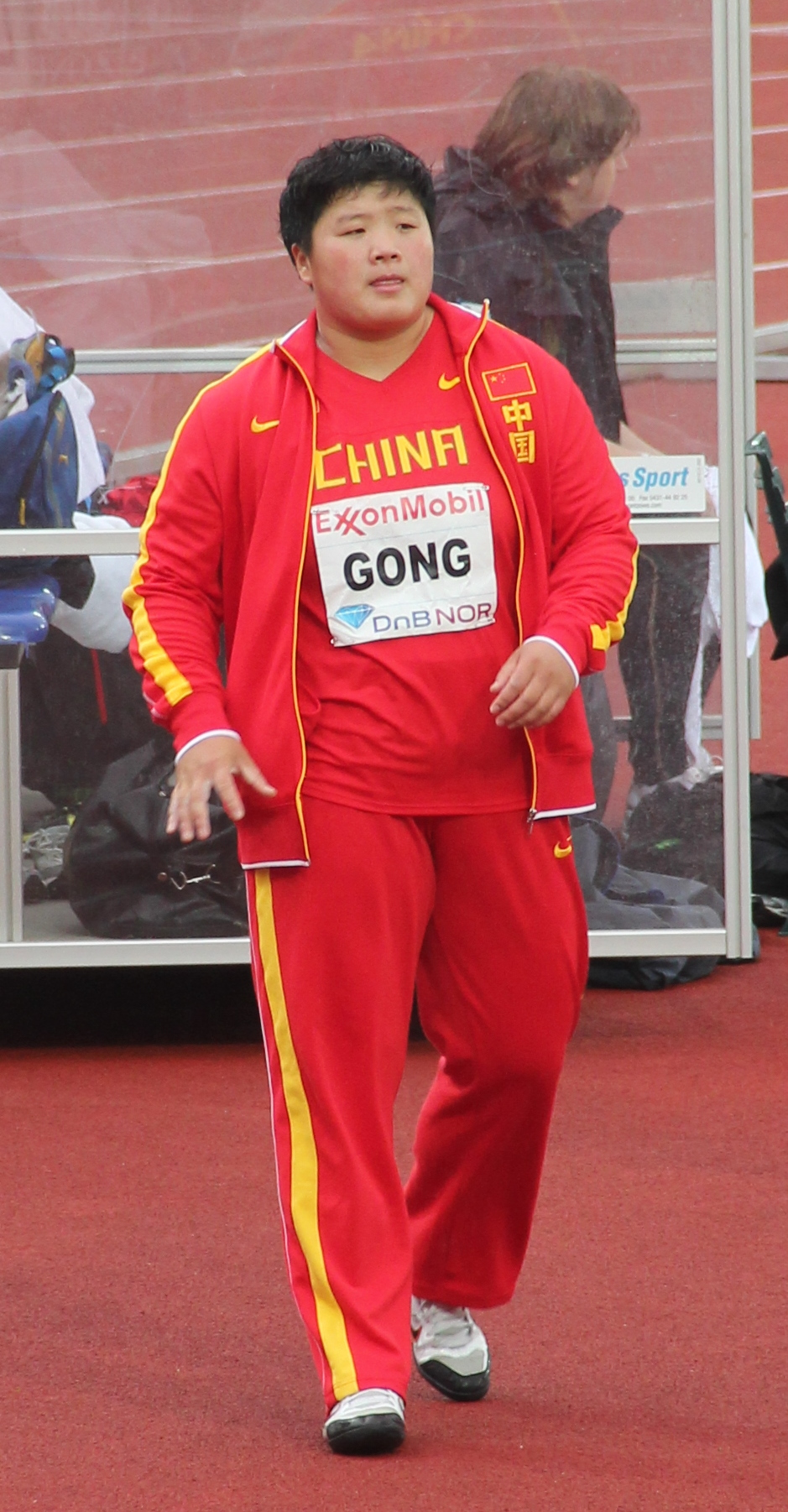
Bronzemedaillengewinnerin Gong Lijiao
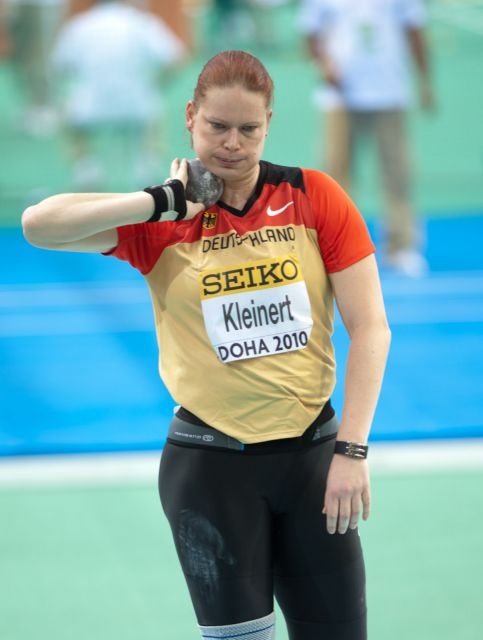
Nach Silber 2004 jetzt Rang fünf für Nadine Kleinert
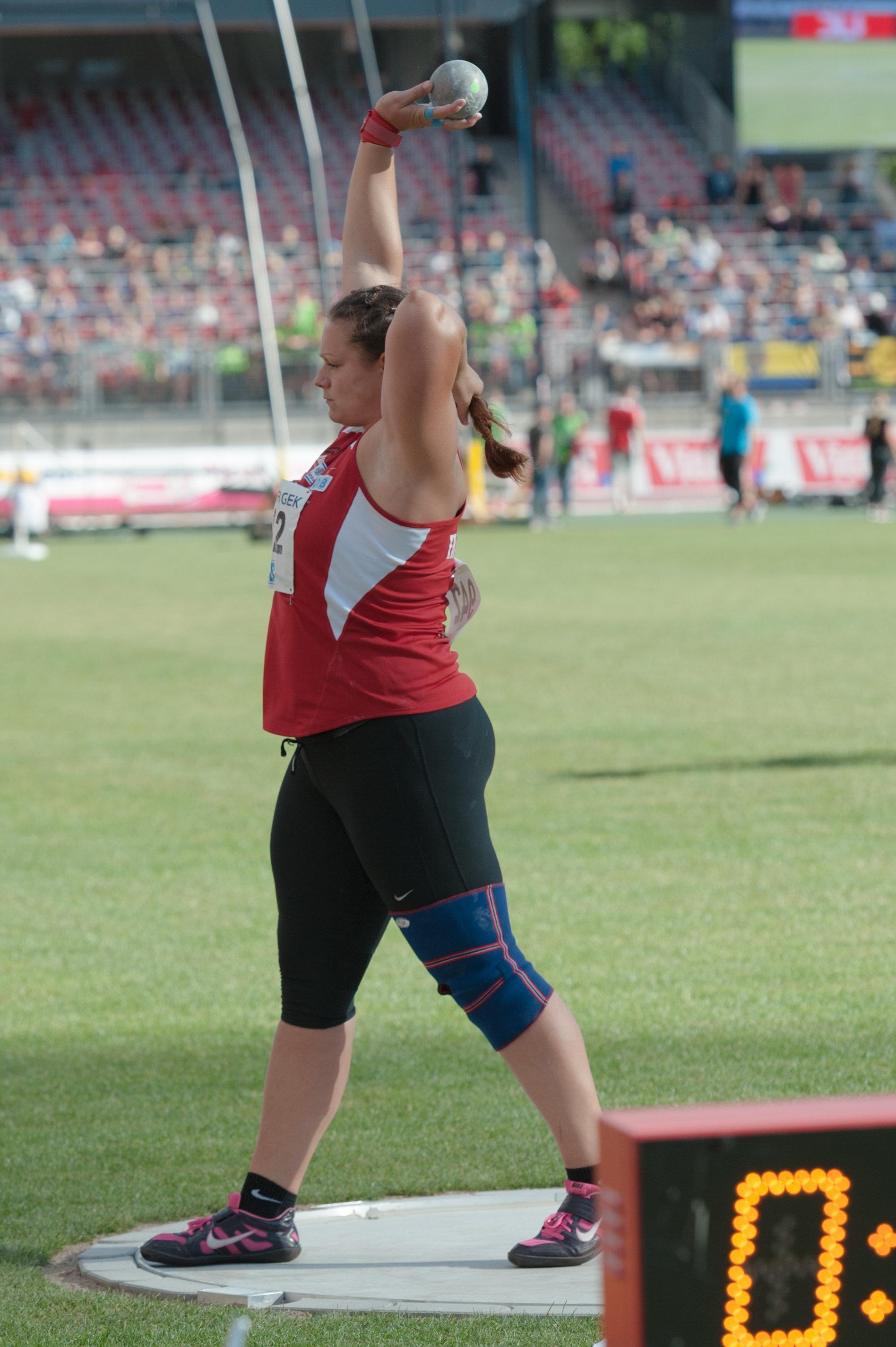
Die Olympianeunte Christina Schwanitz

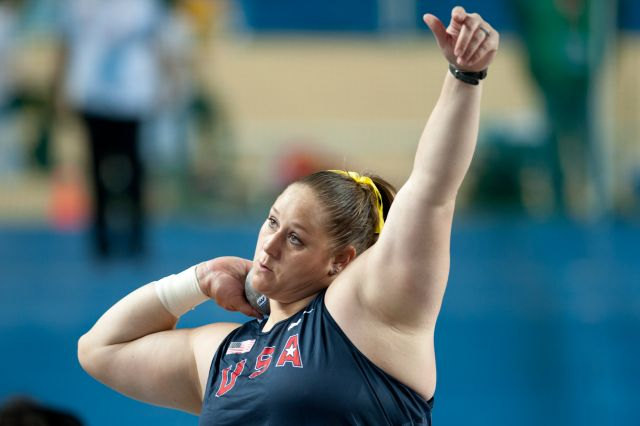
Die zehntplatzierte Jillian Camarena
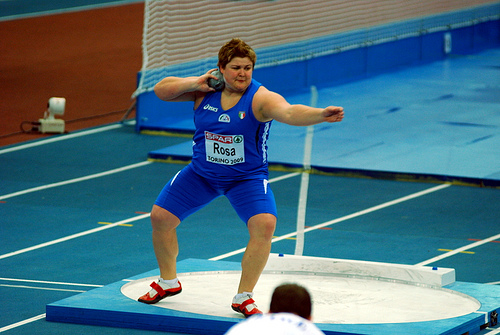
Chiara Rosa belegte den elften Rang
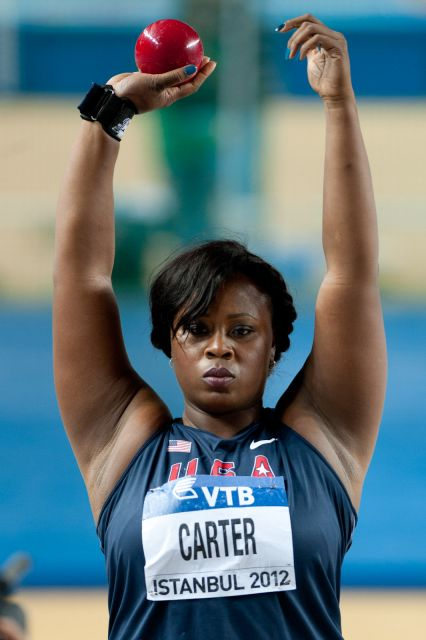
Michelle Carter kam auf Platz dreizehn
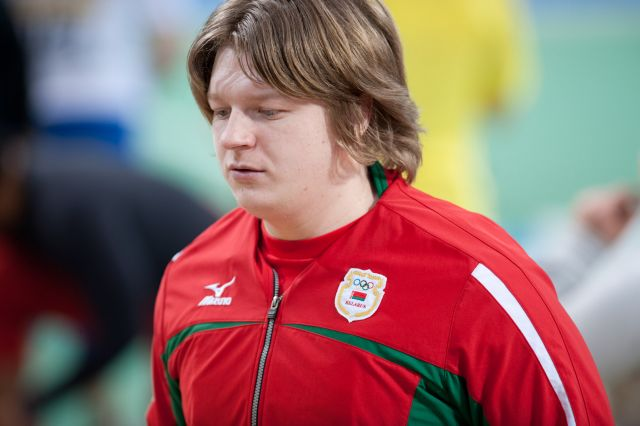
Nadseja Astaptschuk war eine der beiden gedopten Teilnehmerinnen dieses Wettbewerbs

Video
- Athletics - Women's Shot Put Final - Beijing 2008 Summer Olympic Games, youtube.com, abgerufen am 18. März 2022